# Martin Walzer

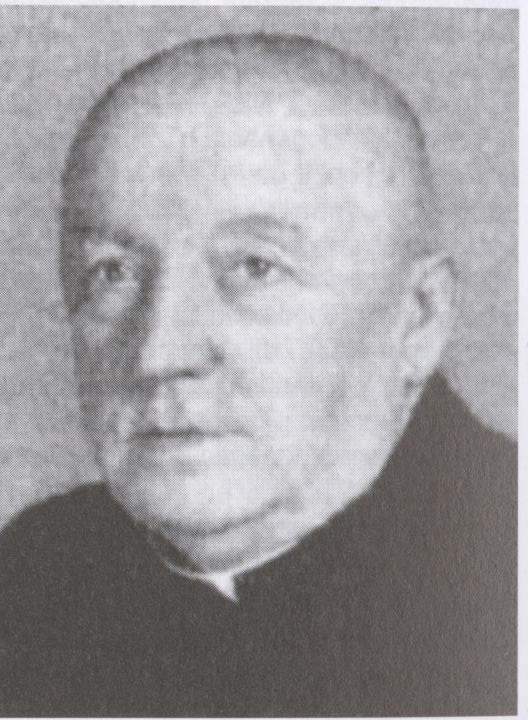
Prälat Martin Walzer

Martin Walzer (* 17. Mai 1883 in Büchelberg, Pfalz; † 28. Februar 1958, ebenda) war ein Priester und Prälat der Diözese Speyer; langjähriger Stadtpfarrer von Ludwigshafen am Rhein, 2. Vorsitzender der Bayerischen Volkspartei, Aktivist gegen die Separatistenherrschaft in der Pfalz, Verfolgter des NS-Regimes und Wiedererbauer der kriegszerstörten St. Ludwigskirche in Ludwigshafen.

## Leben
Martin Walzer kam als Bauernsohn in Büchelberg zur Welt. Schon als Student beschäftigte er sich intensiv mit den Problemen der Sozialpolitik. Am 13. August 1906 empfing er von Bischof Konrad von Busch die Priesterweihe im Speyerer Dom. Danach wirkte Walzer als Kaplan in Sankt Martin (Pfalz), Hettenleidelheim, Ludwigshafen am Rhein und Neustadt an der Weinstraße, ab 1916 als Pfarrverweser und dann als Pfarrer von Heltersberg.

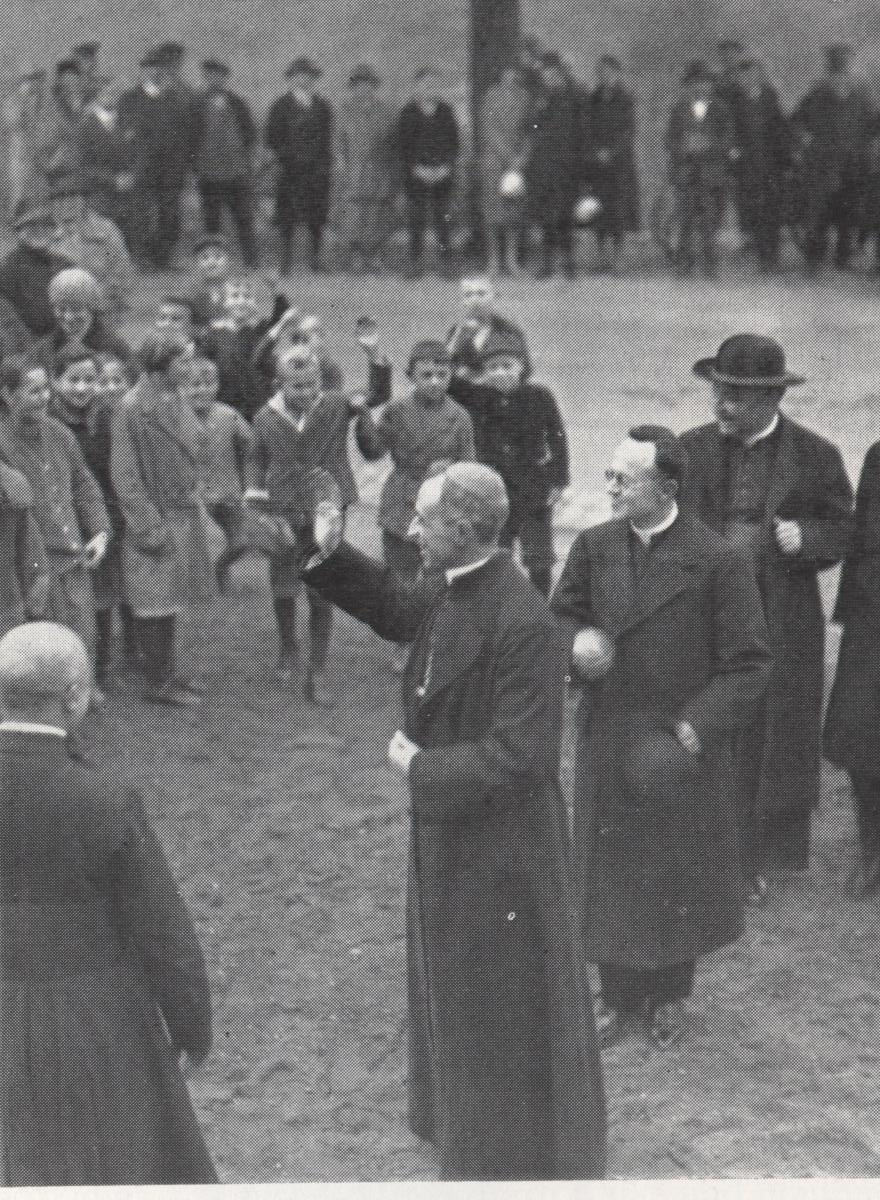
Ludwigshafen, St. Ludwig, 4. Oktober 1928. Bildmitte, Pius XII. als Nuntius, rechts neben ihm Stadtpfarrer Prälat Walzer

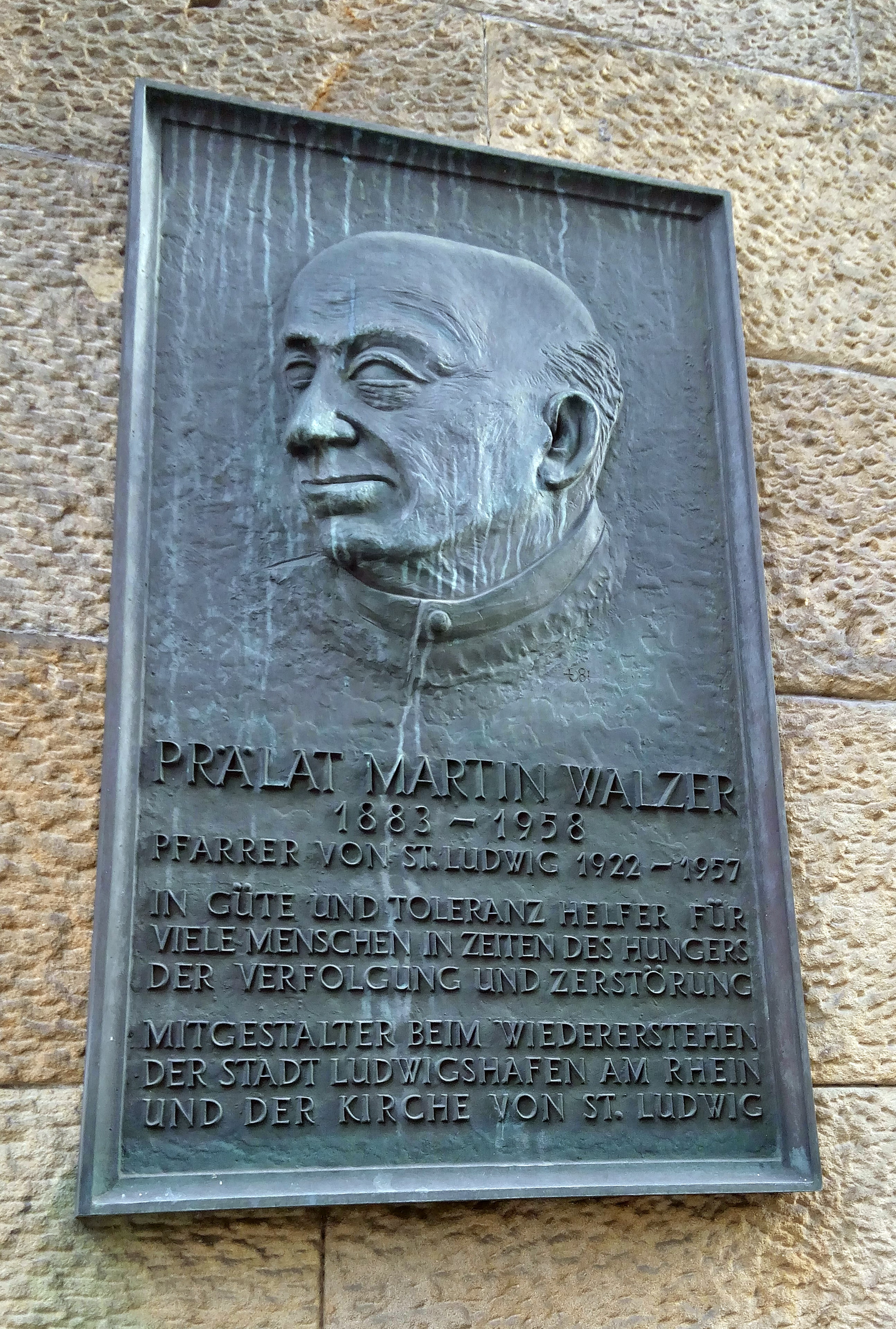
Städtische Gedenktafel in der Prälat-Walzer-Passage, Ludwigshafen

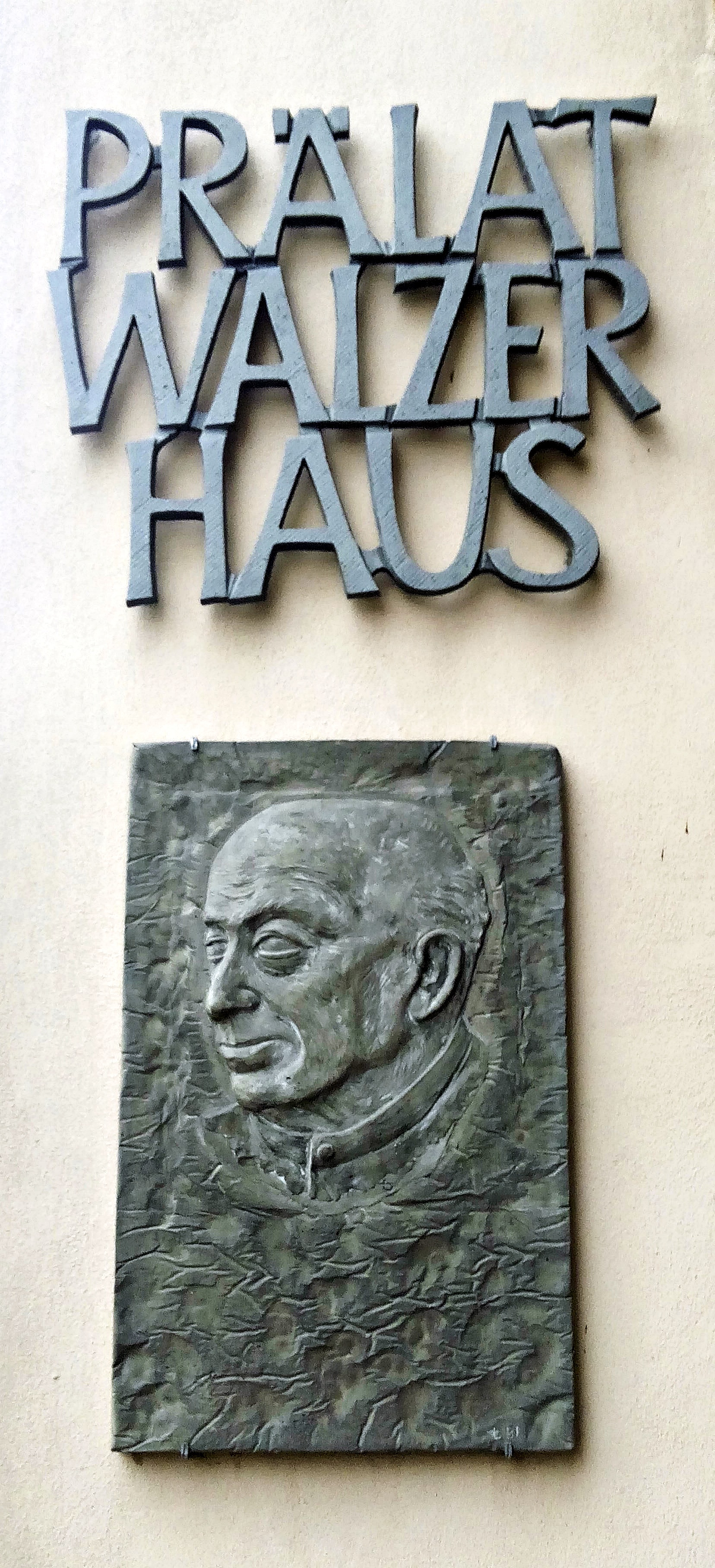
Gedenktafel am Prälat-Walzer-Haus, Ludwigshafen

1922 wurde der Priester Stadtpfarrer an St. Ludwig in Ludwigshafen, einer Großstadtpfarrei mit über 14.000 Gläubigen, wo er bis zu seiner Pensionierung blieb. Bald avancierte er dort zum Dekan. Walzer betätigte sich in der Politik und wurde schließlich 2. Vorsitzender der Bayerischen Volkspartei (BVP). Außerdem war er im Priesterverein der Diözese Speyer führend tätig. Er übte in der aufstrebenden Industriemetropole entscheidenden Einfluss auf die Erbauung neuer Kirchen und die Errichtung neuer Pfarreien aus. Im Abwehrkampf gegen die Separatistenherrschaft in der Pfalz stand er an exponierter Stelle. Am 9. Januar 1924 war er maßgeblich am öffentlichen Protest gegen die Schaffung der „Autonomen Pfalz“ beteiligt, wurde deshalb verhaftet und musste flüchten. Papst Pius XI. zeichnete den Priester 1925 mit der Würde eines Päpstlichen Geheimkämmerers und dem Titel „Monsignore“ aus. Am 4. Oktober 1928 empfing Prälat Walzer in seiner Ludwigshafener Pfarrei den Päpstlichen Nuntius Eugenio Pacelli, später Papst Pius XII., der dort auch eine Hl. Messe feierte. Der politisch tätige Stadtpfarrer übte eine betonte Opposition gegen die NS-Herrschaft aus. Dies führte zu zahlreichen Maßnahmen gegen ihn. Er stand unter permanenter Gestapo-Überwachung; unter anderem erfolgten Haussuchung, Festnahme und zweitägige Haft am 24. Februar 1938, mehrfache Gestapo-Vernehmungen und Beschlagnahmungen von Schriften zwischen 1938 und 1940, sowie eine staatspolizeiliche Verwarnung datiert vom 20. April 1942.
Am 5. Januar 1945 wurde die St. Ludwigskirche, die er noch 1937 komplett hatte renovieren lassen, durch Bomben zerstört. Prälat Walzer ließ die Ruine sichern, eine Notkirche errichten und das künstlerisch wertvolle Gotteshaus wieder aufbauen; 1953 konnte es neu konsekriert werden. Er entfaltete ein unermüdliches Engagement für die notleidende Bevölkerung und ging so als denkwürdige Persönlichkeit in die Stadthistorie ein. In Erinnerung an seine segensreiche Tätigkeit trägt in Ludwigshafen heute eine Straße, die „Prälat-Walzer-Passage“, den Namen des Priesters und man ließ ihm an zentraler Stelle auch eine bronzene Gedenktafel mit Porträt errichten. Das Versammlungshaus seiner ehemaligen Kirchengemeinde führt die Bezeichnung „Prälat-Walzer-Haus“.
Der Geistliche gehörte nach dem Zweiten Weltkrieg zu den Gründern der Pfälzischen CDU und setzte sich nachhaltig für die Rückgliederung der Pfalz an Bayern ein. Hierzu fungierte er als Mittelsmann des Pfälzischen Klerus zur Bayerischen Staatsregierung. Aus seiner Feder stammt auch die Resolution von 1948, die jene Absichten in Worte fasste und von hochrangigen Persönlichkeiten unterstützt wurde. Sie führte zur Gründung des „Bundes Bayern und Pfalz“ und mündete schließlich 1956 in ein Volksbegehren, das allerdings der Speyerer Bischof und sein Umfeld massiv hintertrieben, ebenso wie die politischen Zentralen der Landesregierung Rheinland-Pfalz und das deshalb zum Scheitern verurteilt war.
1956 beging Prälat Walzer noch sein goldenes Priesterjubiläum in Ludwigshafen, wurde 1957 pensioniert und starb schon bald darauf in seinem Heimatort Büchelberg.
Bischof Isidor Markus Emanuel, 2 Domkapitulare, mehr als 150 Priester und eine große Trauergemeinde, zu der auch politische Größen gehörten, gaben dem Priester das letzte Geleit auf dem Büchelberger Friedhof.

## Verbindung zum Bayerischen Königshaus
Prälat Martin Walzer verfügte über ausgezeichnete Kontakte zum Bayerischen Königshaus, besonders zu Kronprinz Rupprecht von Bayern, weshalb er den Spitznamen „Königswalzer“ trug. Der Priester war Inhaber der Kronprinz-Rupprecht-Medaille in Silber und der Thronprätendent nahm am 20. September 1949, bei einem Pfalzbesuch, das Mittagessen gemeinsam mit ihm im Ludwigshafener Pfarrhaus ein. Der Spiegel berichtete damals: 

„Ganz anderen Besuch gab es schon am 20. September in Ludwigshafen. Bayerns Exkronprinz Rupprecht. Er aß sein Mittagbrot bei Prälat Walzer im Pfarrhaus. Der Prälat steht mit beiden Beinen in seiner königlich-bayerischen Vergangenheit, und er ist auch heute noch zufrieden mit ihr. Er trägt die goldene Rupprecht-Gedächtnisnadel am schwarzen Rockaufschlag. Er bekam sie, als er zum 80. Geburtstag des Bayern-Rupprecht einen Weinkorb voll der besten Pfälzer Lagen am Starnberger See ablieferte. Von dort her auch nahm er das Versprechen des alten Herrn mit heim, seinen Besuch in Ludwigshafen zu erleben. Neben dem herzkranken Reisemarschall Otto Eichenlaub aus Hambach zog der 66-jährige Seelenhirte mit festem Schritt neben seinem Kronprinzen durch die Landschaft. Er stieg mit ihm auf den Trifels – ‚Majestät sind doch noch der Rüstigste von uns …‘“